# Yanbodu (köpinghuvudort i Kina, Hunan Sheng, lat 29,37, long 110,97)
Yanbodu (kinesiska: 岩泊渡, 岩泊渡镇) är en köpinghuvudort i Kina. Den ligger i provinsen Hunan, i den södra delen av landet, omkring 240 kilometer nordväst om provinshuvudstaden Changsha. Antalet invånare är 23 844. Befolkningen består av 11 688 kvinnor och 12 156 män. Barn under 15 år utgör 13,0 %, vuxna 15-64 år 74 %, och äldre över 65 år 12,0 %.
Runt Yanbodu är det ganska tätbefolkat, med 166 invånare per kvadratkilometer. Närmaste större samhälle är Tongjinpu, 18,2 km norr om Yanbodu. I omgivningarna runt Yanbodu växer huvudsakligen savannskog.
Genomsnittlig årsnederbörd är 1 751 millimeter. Den regnigaste månaden är maj, med i genomsnitt 282 mm nederbörd, och den torraste är december, med 30 mm nederbörd.